# Stefano Harding
Stefano Harding (Sherborne, 1059 – Cîteaux, 28 marzo 1134) è stato un monaco cristiano e abate inglese, cofondatore dell'Ordine cistercense del quale fu terzo abate e per il quale scrisse la Charta Caritatis. È stato proclamato santo dalla Chiesa cattolica.

## Biografia

### Origini
Stefano nacque nel 1059 in una nobile famiglia sassone dal nome Harding, a Merriot, paesino nei dintorni di Sherborne, cittadina della contea del Dorset, nell'Inghilterra Meridionale.
In età giovane ebbe modo di viaggiare molto e sembra che molto presto fosse attratto dalla vita monastica, entrando nella famosa abbazia benedettina di Sherborne, ove prese i voti monastici. Ma poco tempo dopo avvenne l'invasione normanna e durante questo periodo lasciò la vita monastica e andò in Scozia. Successivamente si recò a Parigi per completare gli studi. Dopo poco tempo lo troviamo diretto a Roma per un pellegrinaggio penitenziale a motivo dell'abbandono della vita monastica; era accompagnato da un giovane chierico ed insieme avevano l'abitudine di recitare durante il cammino, l'intero salterio.

### Molesme
Tornando da Roma verso l'Inghilterra, sostarono nell'abbazia di Molesme in Borgogna, dove conobbero l'austero abate benedettino Roberto di Molesme che stava tentando una riforma dello spirito cluniacense, ritenuto ormai poco aderente al vero spirito monastico benedettino. Egli aveva fondato proprio a Molesme nel 1075 questo monastero conferendogli particolare austerità: tale caratteristica attrasse molto il giovane Stefano, che qui decise di fermarsi.
La notevole prosperità economica e le numerose filiazioni dell'abbazia di Molesme comportarono però la perdita progressiva dell'originaria austerità ed indussero l'abate Roberto, con alcuni monaci tra cui Stefano, a lasciare Molesme e fondare un nuovo monastero.

### Cîteaux
Nel 1098, ottenuta l'approvazione dell'arcivescovo di Lione Ugo, Roberto, Alberico e Stefano Harding fondarono un nuovo monastero a Cîteaux, a circa 20 chilometri dalla città di Digione. Qui era stato loro donato un terreno dal visconte Rinaldo di Beaume, forse parente dello stesso Roberto, ed erano giunti aiuti materiali da parte del duca di Borgogna, Eudes.
La partenza del famoso abate Roberto dal monastero di Molesme fece però scalpore in tutta la regione, portando anche disonore all'abbazia, oltre che disagi organizzativi. I monaci di Molesme si rivolsero quindi direttamente al papa Urbano II chiedendogli che ordinasse a Roberto di tornare a Molesme come abate.
Fu infatti stabilito così e Roberto, nel 1099, lasciò Cîteaux per tornare definitivamente a Molesme. Suo successore come abate a Cîteaux fu Alberico, che la guidò fino alla sua morte, avvenuta nel 1109. Alla sua morte fu eletto abate Stefano Harding. Fu quest'ultimo che diede organizzazione al nuovo monastero attraverso la famosa Charta Caritatis, che rappresenta uno degli statuti dell'ordine cistercense. La Cartha Caritatis stabiliva i rapporti tra i diversi monasteri: case-madri e le rispettive filiazioni; tutti gli abati dovevano riunirsi una volta l'anno a Cîteaux. Le prime quattro filiazioni di Cîteaux divennero i capisaldi dell'ordine; La Ferté, fondata nel 1113, Pontigny nel 1114, Clairvaux nel 1115, Morimond nel 1115.
Stefano inoltre si applicò alla riforma dei libri liturgici, con la revisione del Graduale, dell'Antifonario e degli Inni. Impose la tonaca bianca ai nuovi monaci come segno di particolare devozione alla Madonna ed in contrapposizione, forse, al colore scuro dei benedettini cluniacensi. Diede inoltre continuità all'austerità che era stata una delle caratteristiche originarie conferitegli da Roberto di Molesme, con l'obbligo per i monaci di sostentarsi anche con il loro lavoro manuale.
Gli edifici stessi del monastero e la chiesa dovevano conservare e testimoniare questo spirito austero. Le nuove fondazioni seguivano ciò che era avvenuto per Cîteaux e infatti spesso sorgevano in posti ameni, ricchi di acqua.
Notevole importanza acquisì la devozione mariana, con preghiere particolari e con la dedicazione al suo nome della maggior parte dei nuovi monasteri.
Durante il suo abbaziato, che durò dal 1109 al 1133, ebbe luogo l'ingresso a Cîteaux di Bernardo, il quale oltre a portare con sé molti parenti ed amici, diede luogo alla fondazione di un nuovo monastero a Clairvaux. L'opera di San Bernardo diede un impulso decisivo e grandioso al nuovo ordine cistercense, facendolo divenire in breve il più grande ordine monastico del tempo.
Nel 1115 Stefano inviò gli statuti e gli usi del nuovo ordine ad un gruppo di monache di Jully-les-Nonnains, presso Digione, dando così inizio al ramo femminile dell'ordine cistercense. Si occupò infine di redigere la prima storia dell'ordine nello scritto dal titolo Exordium Cisterciensis Coenobii.
Ebbe notevoli impegni nel sanare i contrasti che si verificarono tra le diverse filiazioni; Stanco e malato si dimise dalla carica di abate nel 1133.
Morì il 28 marzo 1134 nell'abbazia di Cîteaux, dove fu sepolto nella chiesa abbaziale, accanto al suo predecessore Alberico. Le due tombe furono poi spostate quando si costruì una nuova chiesa. Alla sua morte l'ordine contava settanta monasteri diffusi in tutta Europa.
Già commemorato il 17 aprile insieme a Roberto di Molesme, il giorno della sua commemorazione è stato fissato dall'edizione del 2004 del Martirologio Romano al 28 marzo.